# Match
Matcher förekommer i bollspel och andra sporter. Matchen kan vara tidsbegränsad som till exempel i fotboll, handboll, bandy eller ishockey. Matcherna är uppdelade i halvlekar om det är en paus och kan vara uppdelad i perioder om det är mer än en paus. Tiden kan mätas utan uppehåll eller som i en ishockeymatch att klockan stoppas och det är effektiv speltid.
Matchen kan också spelas utan en förutbestämd tidsgräns som i tennis, badminton och bordtennis. Matchen spelas som bäst av ett förutbestämt antal set och tar slut när den ena parten vunnit ett visst antal set. För att vinna ett set måste spelaren eller laget vinna ett minsta antal poäng.
Begreppet match används även inom speedwaysporten där ett förutbestämt antal heat skall avgöras.